# Jean Baptiste Gustave Planche
Jean Baptiste Gustave Planche (16 de febrer de 1808 - 18 de setembre de 1857) va ser un crític literari i artístic francès.

## Biografia
Ja sent estudiant de metge, Planche anava sovint a cercles artístics. Això no ajudava als seus estudis. Al voltant de 1830, Planche va ser introduït pel famós escriptor Alfred de Vigny a François Buloz, director de la Revue des deux mondes, i va contribuir a aquest diari fins al 1840. En aquell any, el seu pare, un ric apotecari, va morir, i durant els següents anys, Planche es va dedicar a gastar la seva herència a Itàlia. Ell va resumir la seva connexió amb el diari el 1846, una col·laboració que va ser només acabada quan va morir el 1857, a l'edat de 49 anys.

## Obres
- De la moralité de l'histoire et du règne de Henri IV : Histoire du règne de Henri IV, par M. Poirson, Paris, Au bureau de la Revue des deux mondes, 1857
- Du poète historien, [S.l.s.n.], 1854
- Écrivains modernes de la France, [S.l.], 1854
- « Études sur l'art et la poésie en Italie. 2. Pétrarque », Revue des deux mondes, t. 28, 1847
- Exposition de beaux-arts, Paris, Bureau de La revue des deux mondes, 1855
- Études littéraires ... , Paris, Michel Lévy, 1855
- Études sur l'École française (1831-1852). Peinture et sculpture, Paris, M. Lévy frères, 1855
- Études sur l'école française, peinture et sculpture, Paris, C. Lévy, 1886
- Études sur les arts, Paris, Michel Lévy frères, 1855
- Le Théâtre et l'esprit public en France, 1636-1856, [S.l.s.n.], 1857
- Nouveaux portraits littéraires, Paris, Amyot, 1854
- Portraits d'artistes : peintres et sculpteurs, Paris, M. Lévy, 1853
- Portraits littéraires, Paris, Werdet, 1836 ; réimp. Genève, Slatkine Reprints, 1973
- Salon de 1831, Paris, 1831
- Salon de 1857, Paris, [S..n.], 1857